# Andryala arenaria
Andryala arenaria là một loài thực vật có hoa trong họ Cúc. Loài này được (Guss. ex DC.) Boiss. & Reut. mô tả khoa học đầu tiên năm 1852.